# Машикула
Машикула е отвор в издаден навън парапет, намиращ се между конзолите на зъбците, през който могат да се пускат камъни върху атакуващите в основата на стената.
Те се развиват и разпространяват, след като нормандските кръстоносци се завръщат от Свещените земи. Зъбците на стената се издадени навън, за да се получи място за отвора. Дървените галерии, изграждани от дърво около върха на крепостните стени, са подобни и по принцип са строени само временно в случай на обсада. Предимствата на машикулите е голямата здравина на камъка и неговата незапалимост в сравнение с дървото.
Думата произлиза от старофренската дума „machecol“, спомената в превод на средновековен латински като „machecollum“. Машикула се образува от старофренското macher, означаващо мачкам, смачквам и col - врат. Вариация на машикулите, намираща се по таваните на постройките около портите на замъци, са т. нар. мортриери.